# Ортинський Микола Гнатович
Микола Гна́тович Ортинський (*19 грудня 1914, Женишківці — †10 червня 1982, Ташкент) — радянський офіцер, Герой Радянського Союзу, командир 321-го гвардійського винищувально-протитанкового артилерійського полку 7-ї гвардійської винищувально-протитанкової артилерійської бригади 47-ї армії Воронезького фронту, гвардії майор.

## Біографія
Народився 19 грудня 1914 року у селі Женишківці в багатодітній сім'ї шевця, (був наймолодшою, 17-ю дитиною). Українець. Освіта — закінчив 7 класів, школу ФЗУ в Москві.
У Червоній Армії з 1933 року. У 1936 році закінчив артилерійське відділення Середньоазіатської вищої Червонопрапорної військової школи імені В. І. Леніна. Брав участь в радянсько-фінській війні 1939—1940 років.
Учасник Німецько-радянської війни з 1941 року. Член ВКП (б) з 1943 року. З березня 1943 року гвардії майор Ортинський був призначений командиром 321-го (з 29 вересня 1943 року — гвардійського) винищувально-протитанкового артилерійського полку 7-ї окремої гвардійської винищувально-протитанкової бригади РГК. За час бойових дій його полк не раз відзначався на багатьох ділянках фронту. У серпні 1943 року при відбитті танкової атаки Микола Ортинський був поранений.
В ніч на 30 вересня 1943 року полк Миколи Гнатовича під безперервним вогнем противника переправився на правий берег Дніпра в районі села Решетки Канівського району Черкаської області, де закріпився і забезпечив захист плацдарму, відбиваючи неодноразові атаки противника. 2-3 жовтня 1943 полк під командуванням Миколи Ортинський відбив 7 танкових атак противника і утримав плацдарм. При цьому ворог втратив 4 танки, в тому числі 3 «тигра».
Указом Президії Верховної Ради СРСР від 24 грудня 1943 року за зразкове виконання бойових завдань командування на фронті боротьби з противником і проявлені при цьому мужність і героїзм, гвардії майору Миколі Гнатовичу Ортинському присвоєно звання Героя Радянського Союзу з врученням ордена Леніна і медалі «Золота Зірка» (№ 2467).
Після війни продовжував службу у Збройних силах СРСР. У 1956 році закінчив курси удосконалення офіцерського складу (КУОС). З 1958 року полковник Миколи Ортинський — в запасі. З 1964 року живе в Ташкенті.
Помер 10 червня 1982 року.

## Нагороди
Микола Гнатович був нагороджений:
- медаллю «Золота Зірка» № 2467;[1]
- орденом Леніна;[1]
- трьома орденами Червоного Прапора;[1]
- орденом Олександра Невського;
- орденом Вітчизняної війни 1 ступеня;
- орденом Червоної Зірки;
- медалями.

## Пам'ять
Похований Ортинський Микола Гнатович на Алеї Героїв Військового кладовища міста Ташкента. Почесний громадянин Ташкента.